# Virtuelle Poststelle
Die virtuelle Poststelle (VPS) stellt in Deutschland als BundOnline-2005-Basiskomponente „Datensicherheit“ kryptographische Dienste innerhalb einer Behörde zentral gebündelt bereit.
Ein Beispiel für eine VPS stellt das „Elektronische Gerichts- und Verwaltungspostfach“ (EGVP) dar.

## Einsatzgebiet
- Web-basierte (Client-Server) Kommunikation
- E-Mail-Kommunikation
- Anbindung an Fachverfahren

## Technik
Unter der Virtuellen Poststelle wird im Allgemeinen der Einsatz eines zentralen Systems verstanden, welches
- ausgehende Nachrichten verschlüsseln kann
- ausgehende Nachrichten signieren kann
- eingehende, verschlüsselte Nachrichten entschlüsselt
- die Signatur eingehender Nachrichten überprüft.
- oder eine Möglichkeit zum Up-/Download von Dateien

Nachrichten können dabei als E-Mail-, als OSCI-Nachricht oder per http-Upload übermittelt werden.
Virtuelle Poststellen setzen sich mehr und mehr durch, nachdem sich der Einsatz von Verschlüsselung und Signatur am Arbeitsplatz auf Grund Komplexität für Anwender und Aufwand/Kostenintensität für Unternehmen nicht durchgesetzt hat.
Der Bund hat sich im Rahmen des Projektes BundOnline2005 über das Bundesamt für Sicherheit in der Informationstechnik (BSI) bereits Ende Oktober 2003 für den Einsatz einer Virtuellen Poststelle entschieden. Diese bietet Komponenten für zentrale Dienste, OSCI-Komponenten (beides basierend auf dem Produkt Governikus) und Mail-Komponenten.
Durch den Landesbeauftragten für den Datenschutz Niedersachsen ist in Kooperation mit den Kommunalen Spitzenverbänden seines Landes und dem BSI eine Handreichung mit dem Namen „Die Virtuelle Poststelle im datenschutzgerechten Einsatz“ erarbeitet worden. In dieser Handreichung sind datenschutzrechtliche und technisch-organisatorische Anforderungen, zu beachtende Sicherheitsaspekte und die Architektur der VPS als Basiskomponente des E-Government in praxisnaher Form zusammengestellt.
Es existieren unterschiedliche Lesarten des Begriffs Virtuelle Poststelle.